# Bismarck 1862–1898
Bismarck 1862–1898 ist ein 1926 gedrehter, deutscher Historien-Stummfilm mit Franz Ludwig in der Titelrolle. Regie führte Curt Blachnitzky.

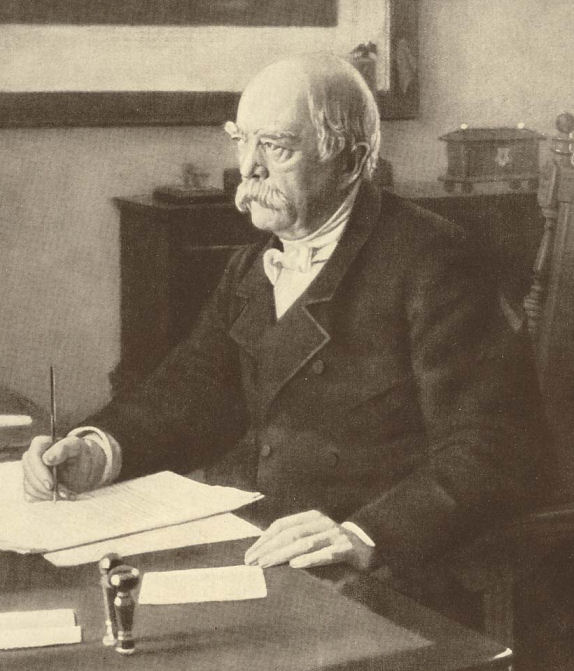
Der reale Otto von Bismarck, 1886

## Handlung
Der Film schließt an Ernst Wendts Bismarck-Film des Vorjahrs (1925), der im Jahre 1862 endete, an. Die Besetzung bei beiden Filme ist weitgehend identisch.
Nachdem Bismarck vom preußischen König Wilhelm I. zum Ministerpräsidenten des Landes berufen wurde (1862), unternimmt er zahlreiche innenpolitische (etwa bei der Reformierung des Militärwesens) wie außenpolitische Maßnahmen. Vor allem die finale Auseinandersetzung mit dem größten Widersacher innerhalb des Deutschen Bundes, dem Kaiserthum Österreich, die schließlich zum preußisch-österreichischen Krieg von 1866 führt, macht den ersten Teil dieses Films aus. Ein weiteres historisches Ereignis von Bedeutung, das dieser Film ins Zentrum des Geschehens rückt, ist der Deutsch-Französische Krieg von 1870/71, der schließlich zur Reichsgründung mit König Wilhelm als deutschem Kaiser führt.
In den späteren Jahren versucht Bismarck, nunmehr zum Reichskanzler ernannt, dieses von zahlreichen Feinden umgebene Staatsgebilde zu konsolidieren. Nach dem Tode des alten Kaisers und der Thronbesteigung durch dessen Enkel Wilhelm II. (1888) kommt es immer mehr zu Meinungsverschiedenheiten und Verwerfungen zwischen den beiden Vertretern sehr unterschiedlicher Generationen. Auf den schmählichen Abgang Bismarcks infolge der Entlassung durch Wilhelm II. (1890) geht der Film kaum ein. Seine letzten Lebensjahre verbringt der Reichskanzler a. D. Otto von Bismarck auf seinem Gut in Friedrichsruh bei Hamburg, wo er auch stirbt.

## Produktionsnotizen
Bismarck 1862–1898 entstand in Berlins Efa-Atelier. Der Film passierte die Zensur am 22. Dezember 1926, war 2808 Meter lang, verteilt auf sieben Akte, und wurde für die Jugend freigegeben. Die Uraufführung erfolgte am 7. Januar 1927 im Primus-Palast.
Die Filmbauten stammen von Willi A. Herrmann.
Für den nahezu ausnahmslos als Bühnenschauspieler aktiven Franz Ludwig bedeutete diese Arbeit einen seiner ganz seltenen Ausflüge zum Film. Jedoch war dies nicht seine erste Darstellung des Reichsgründers. Bereits 1913 hatte Ludwig den eisernen Kanzler in einem deutlich weniger aufwendigen und ambitionierten Bismarck-Film der Eiko-Film unter gleich drei Regisseuren gespielt. Auch im 1925er-Film gab Ludwig den Bismarck.

## Hintergrund
Das zweiteilige Bismarckfilm-Projekt war eines der ambitioniertesten Kinoprojekte der Weimarer Republik und dazu angetan, nach dem verloren gegangenen Ersten Weltkrieg der deutschen Jugend einen von deutsch-nationalem Geist getragenen Patriotismus angedeihen zu lassen. Dafür wurden keine Kosten und Mühen gescheut, und man konnte sich der Unterstützung von allerhöchster Stelle des Staates sicher sein: Für diesen Film wurde eigens eine eigene Produktionsfirma gegründet, die Bismarck-Film GmbH. Der frisch bestallte Reichspräsident Paul von Hindenburg konnte für das Mammutprojekt als Schirmherr gewonnen werden. Eine Fülle von weiteren namhaften Experten wurden herangezogen: Ludwig Manzel übernahm die künstlerische Beratung, Oberst von Hahnke die militärische Beratung, der Bildhauer Hans Sametzki trat als Portraitsachverständiger bei der Anfertigung der historischen Masken (Bismarck, Wilhelm I., Moltke etc.) beratend in Erscheinung, und der Heereskundler Herbert Knötel wurde als Berater für die Uniformen und Waffenkunde verpflichtet.

## Kritiken
Diese von deutsch-nationalen Kreisen heftig propagierte Fortsetzung erhielt durchgehend schwache bis sehr schlechte Kritiken und wurde angeblich auch vom Publikum abgelehnt, wie die Österreichische Film-Zeitung zu berichten wusste. Nachfolgend eine ausführliche und durchaus repräsentative Bewertung durch Wiens Neue Freie Presse, die bei diesem Film vor allem künstlerische Defizite geltend machte:
Dort heißt es: „Vor zehn Jahren noch wäre dieser Film eine Sensation gewesen. Am Maßstab der heutigen Filmkunst gemessen aber ist er braves Mittelgut ohne schöpferischen Funken. (…) Nach dem geistreichen und kraftvollen Auftakt von Bismarcks Kampf um die Heeresvorlage aber versickert der Film im Flachlande der Banalität. (…) Allen technischen Schwierigkeiten wird mit einer Aengstlichkeit aus dem Wege gegangen, die heutzutage durchaus nicht mehr unvermeidlich ist. Die Antithese zwischen dem deutschen und dem französischen Hof leidet darunter, daß sie eigentlich keine Antithese ist. (…) Napoleon III. mit seinem Knebelbart und seiner Neigung zu Weinkrämpfen wirkt gerade in seinen tragischsten Augenblicken mitunter ein bißchen komisch … Kaiserin Eugenie ist eine nicht sehr dämonische Salonschlange. (…) Die artig aneinandergeklebten Bildchen … ergeben eine Lesebuchgeschichte, aber nicht Bismarcks Leben. Dieser Film ist brave Durchschnittsarbeit. Aber ein Bismarck-Film wird erst geschaffen werden müssen.“